# Lispe argentea
Lispe argentea är en tvåvingeart som beskrevs av John Otterbein Snyder 1954. Lispe argentea ingår i släktet Lispe och familjen husflugor.
Artens utbredningsområde är Kalifornien. Inga underarter finns listade i Catalogue of Life.